# Kasuarinaväxter
Kasuarinaväxter (Casuarinaceae) är en familj av tvåhjärtbladiga växter. Casuarinaceae ingår i ordningen Fagales, klassen tvåhjärtbladiga blomväxter, divisionen fanerogamer och riket växter. Enligt Catalogue of Life omfattar familjen Casuarinaceae 88 arter. 
Släkten enligt Catalogue of Life:
- Allocasuarina
- Casuarina
- Ceuthostoma
- Gymnostoma

## Bildgalleri

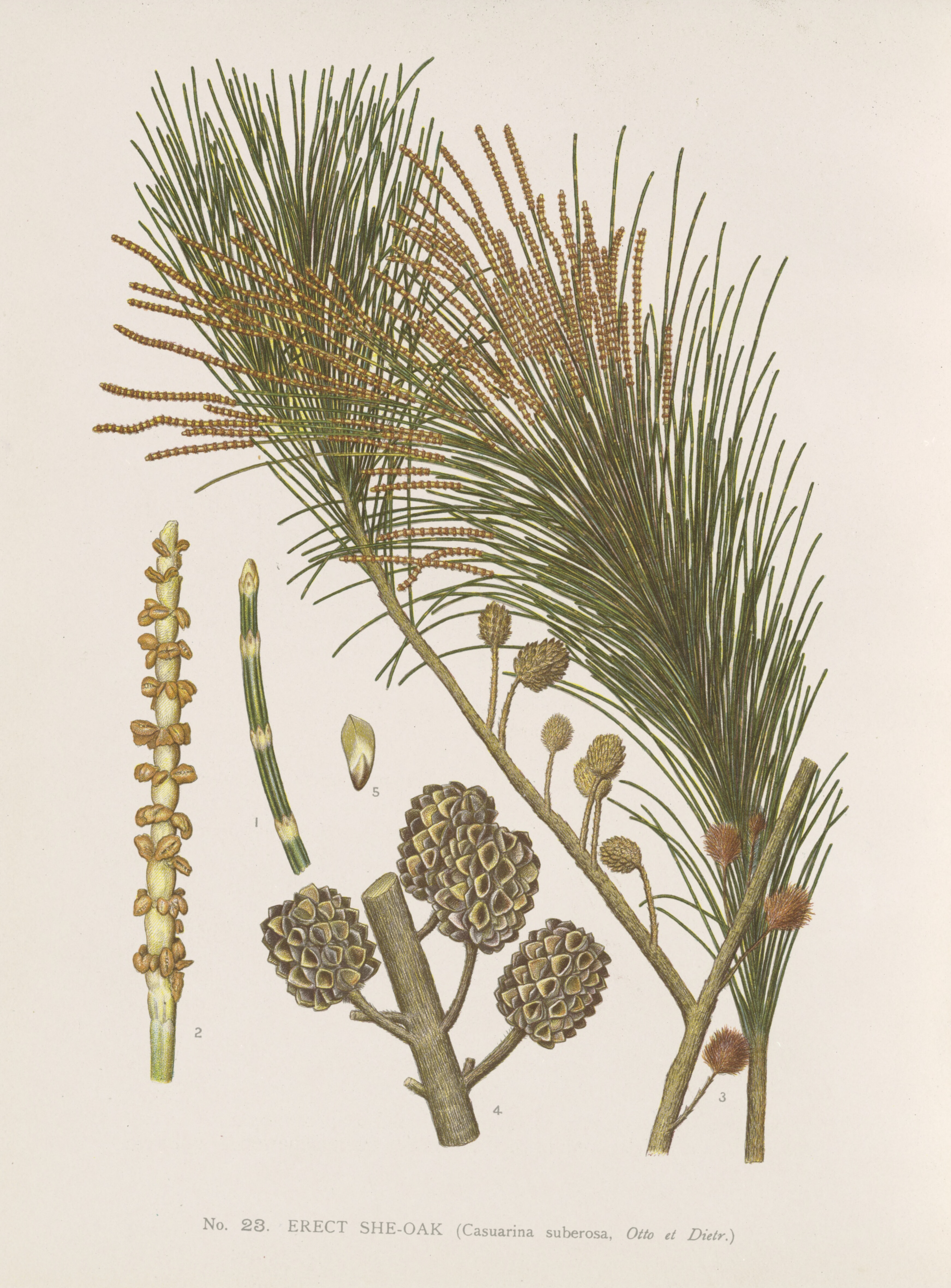
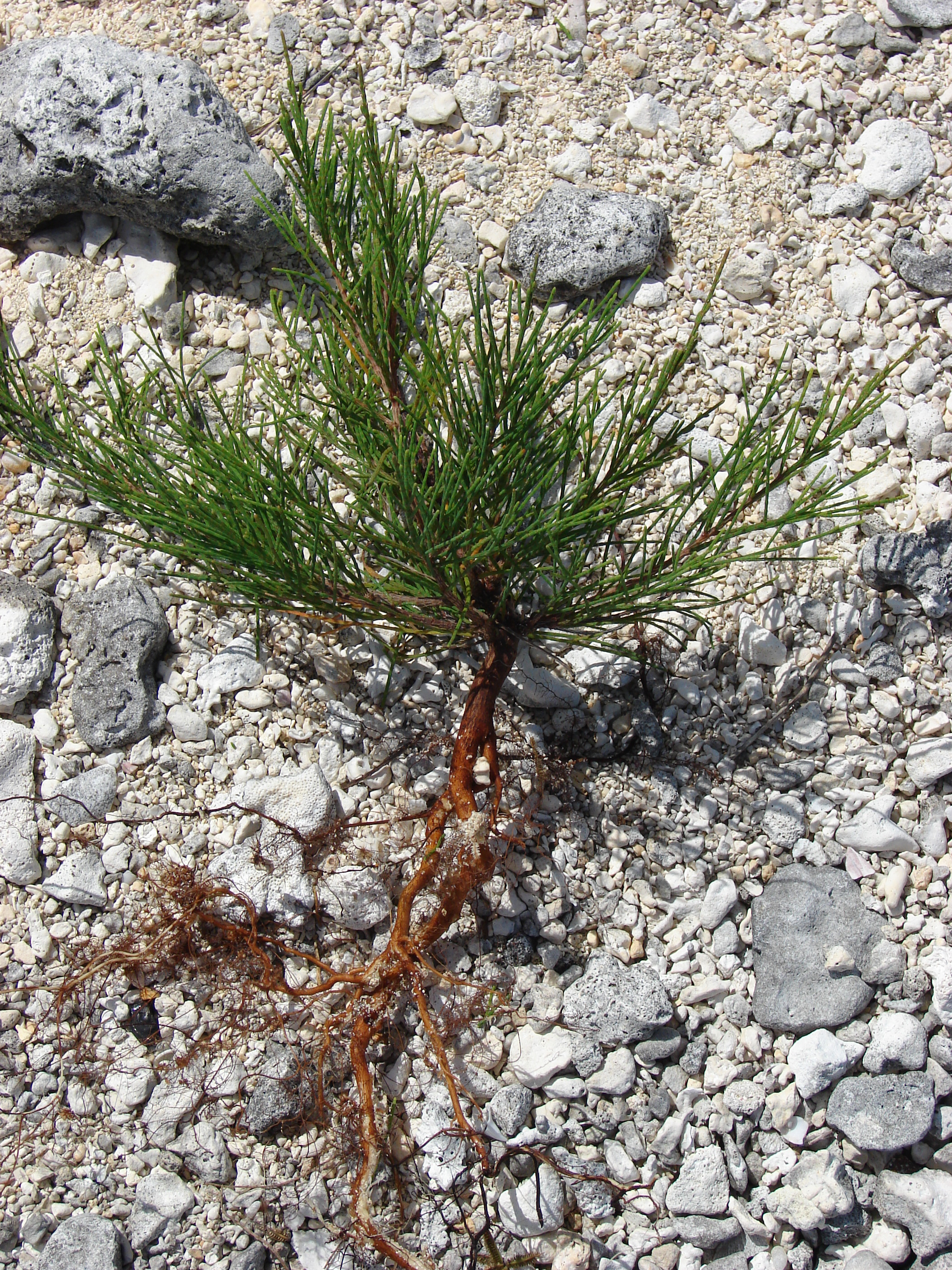
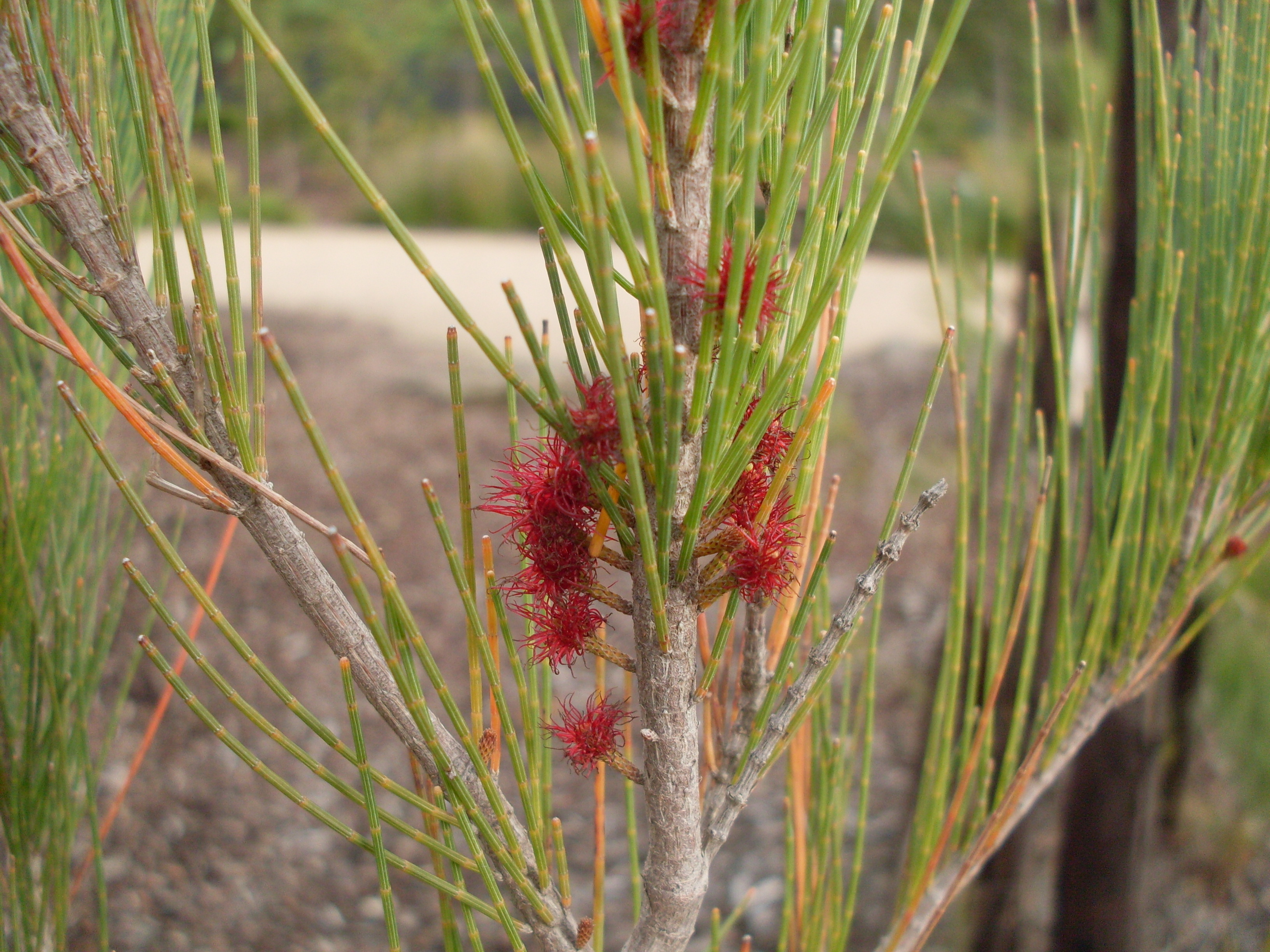
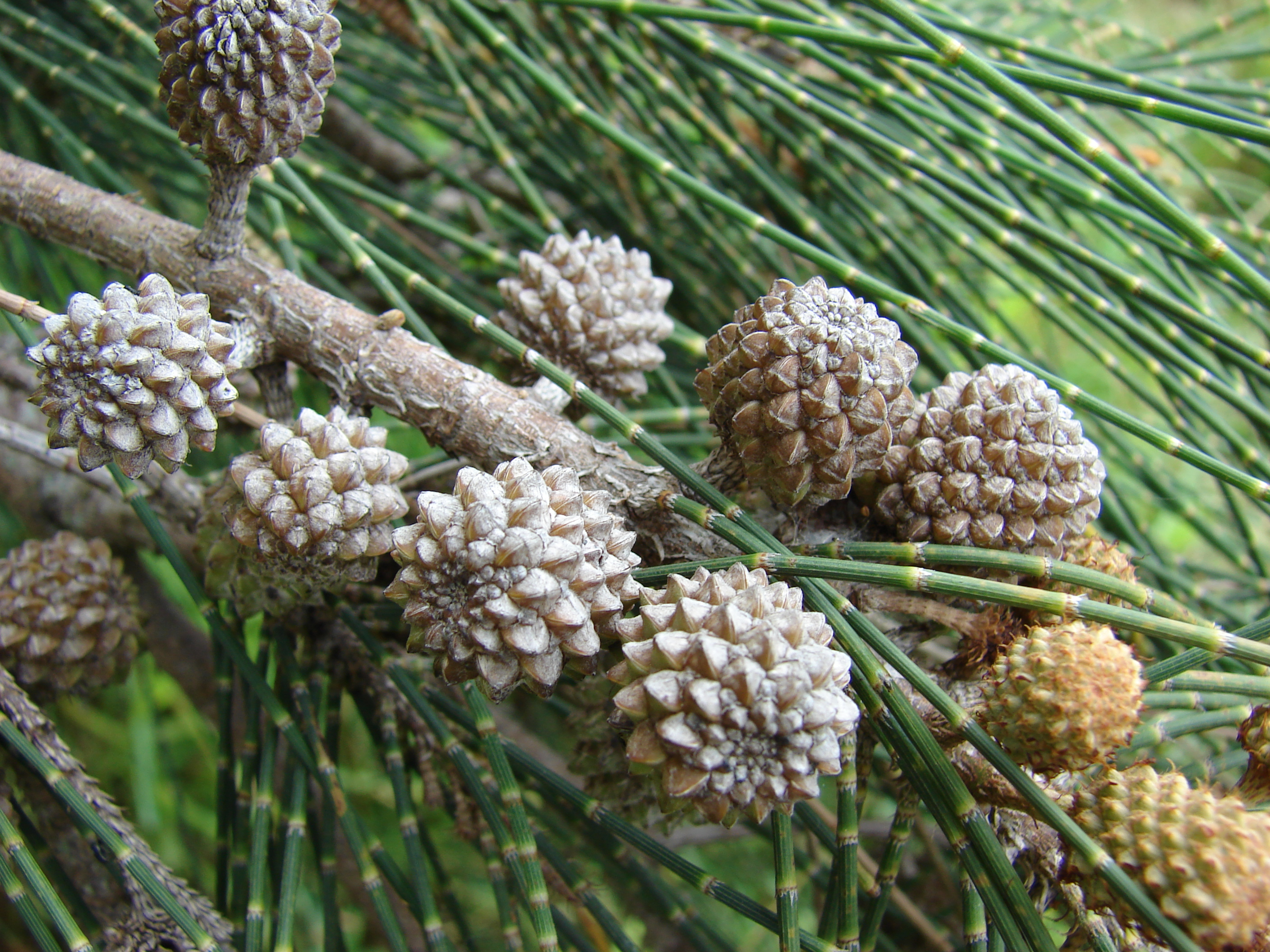